# Тохаджили
Тохаджили (навахо Tó Hajiilneehé, англ. Tohajiilee Indian Reservation), ранее известная как Конанчито, — индейская резервация в штате Нью-Мексико, США. Название происходит от навахской фразы tó hajiileehé, что означает «место, где люди берут воду с помощью веревки одной величины». Является частью Навахо-Нейшен.

## География
Резервация располагается в центральной части Нью-Мексико, к западу от города Альбукерке, в западной части округа Берналийо, на востоке округа Сибола и на юго-востоке округа Сандовал. Общая площадь резервации — 314,911 км² (121,588 квадратных миль).

## Демография
По данным федеральной переписи населения 2000 года, в резервации проживало 1649 человек. 

## В популярной культуре
- Резервация Тохаджили появляется в сериале Breaking Bad, и 13-й эпизод 5-го сезона сериала назван в честь резервации.[2]